# Carol Nolan
Pour les articles homonymes, voir Nolan.
Carol Nolan (née le 23 mai 1978) est une femme politique indépendante irlandaise qui est Teachta Dála (TD) pour la circonscription Laois-Offaly depuis les élections générales de 2020, et auparavant de 2016 à 2020 pour la circonscription d'Offaly.

## Jeunesse
Carol Nolan est née à Tullamore en 1978, mais est originaire de Cadamstown, dans le comté d'Offaly. Elle fait ses études au Mary Immaculate College et au NUI Galway. Elle est institutrice pendant 12 ans puis directrice de Gaelscoil Thromaire dans le comté de Laois pendant trois ans.

## Carrière politique
Avant de devenir députée, elle est membre Sinn Féin du conseil du comté d'Offaly de 2014 à 2016, pour la circonscription électorale locale de Birr.
En mars 2018, elle est suspendue du Sinn Féin pendant trois mois pour avoir voté contre la législation autorisant un référendum sur l'abrogation du huitième amendement à la Constitution, dont le soutien est décidé lors de l'Ard Fheis du parti.
Elle soutient la campagne Cherish all the Children Equally qui plaide pour un vote non au référendum sur l'avortement de 2018. Elle fait campagne pour la campagne Love Both, qui plaide également pour un vote non au référendum.
Elle démissionne du Sinn Féin le 19 juin 2018, en raison de la position du parti sur l'avortement, déclarant : « Je ne soutiendrai pas la législation car ma position reste la même, en tant que députée pro-vie fermement opposée à l'avortement »,.
Elle est réélue députée indépendante pour la circonscription de Laois-Offaly aux élections générales de 2020. Elle est membre du |Groupe rural des députés indépendants du 33e Dail.